# Mesterløgneren
Mesterløgneren er en amerikansk stumfilm fra 1919 af Henry King.

## Medvirkende
- William Russell som Robert Winchester McTabb
- Eileen Percy som Celie Sterling
- Heywood Mack som Sheldon Lewis Kellard
- J. Gordon Russell
- John Gough som Loco Ike